# Adrian Moorhouse
Adrian Moorhouse (Bradford, Reino Unido, 24 de mayo de 1964) es un nadador británico retirado especializado en pruebas de estilo braza, donde consiguió ser campeón olímpico en 1988 en los 100 metros.

## Carrera deportiva
En los Juegos Olímpicos de Seúl 1988 ganó la medalla de oro en los 100 metros estilo braza, con un tiempo de 1:02.04 segundos, por delante del húngaro Károly Güttler y del soviético Dimitri Volkov.
Y en el Campeonato Mundial de Natación de 1991 celebrado en Perth, Australia, ganó la plata en la misma prueba.